# Пенсионное обеспечение в Великобритании
Пенсии в Великобритании делятся на три основных вида: государственную, профессиональную и персональную пенсии. Государственная пенсия исчисляется при достижении 35-летнего рабочего стажа и составляет 179,60 фунтов стерлингов в неделю. Большинство работников и самозанятых также получают профессиональные и персональные пенсии, которые дополняют государственную пенсию.

## Государственная пенсия
Базовая государственная пенсия (англ. basic state pension) выплачивается мужчинам, родившимся до 6 апреля 1951 года, и женщинам, родившимся до 6 апреля 1953 года. Максимальная сумма, подлежащая выплате, составляет 137,60 фунтов стерлингов в неделю (установлена на период с 12 апреля 2021 года по 10 апреля 2022 года). Наряду с базовой государственной пенсией выплачивается дополнительная государственная пенсия (англ. additional state pension) в виде одной из трёх схем: государственная пенсионная схема, связанная с доходами (англ. state earnings-related pension scheme), государственная вторая пенсия (англ. state second pension), пополнение государственной пенсии (англ. state pension top up).
Новая государственная пенсия (англ. new state pension) выплачивается мужчинам, родившимся 6 апреля 1951 года или после этой даты, и женщинам, родившимся 6 апреля 1953 года или после этой даты. Максимальная сумма, подлежащая выплате, составляет 179,60 фунтов стерлингов в неделю (установлена на период с 12 апреля 2021 года по 10 апреля 2022 года).

### Пенсионный возраст
До принятия Закона о пенсиях 1995 года (англ. Pensions Act 1995) государственный пенсионный возраст составлял 60 лет для женщин и 65 лет для мужчин. В соответствии с изменениями пенсионный возраст женщин должен был равняться пенсионному возрасту мужчин, а переход должен был произойти поэтапно с 2010 по 2020 год. В 2006 году межпартийный парламентский отчёт вновь рекомендовал уравнять возраст на основе равного обращения с обоими полами. Он также рекомендовал повысить пенсионный возраст как для мужчин, так и для женщин до 68 лет в период с 2024 по 2046 год. Причина повышения возраста заключалась в том, что в будущем люди будут жить дольше. Данное положение было введено в действие Законом о пенсиях 2007 года (англ. Pensions Act 2007).
Однако, когда коалиция консерваторов и либерал-демократов пришла к власти, Закон о пенсиях 2011 года (англ. Pensions Act 2011) ускорил повышение пенсионного возраста до 66 лет как для мужчин, так и для женщин к 6 октября 2020 года. В соответствии с Законом о пенсиях 2014 года (англ. Pensions Act 2014) коалиционное правительство снова ускорило повышение пенсионного возраста до 67 лет к 6 апреля 2028 года.

### Пенсионные взносы
Государственная пенсия формируется за счёт взносов физического лица в систему Национального страхования (англ. National Insurance). Чтобы претендовать на полную пенсию (суммы указаны выше), физическое лицо, претендующее на получение базовой государственной пенсии, должно в течение 30 квалификационных лет (1 квалификационный год равен 52 неделям) уплачивать взносы в Национальное страхование; для получения новой государственной пенсии взносы уплачиваются в течение 35 квалификационных лет.
В годы, когда было уплачено менее 52 недель, этот год не учитывается. При меньшем количестве квалификационных лет выплачивается пропорциональная пенсия. Люди, которые по контракту платили более низкие взносы в пенсионный фонд, получат более низкую государственную пенсию.

### Повышение пенсий
Базовая государственная пенсия увеличивается в апреле каждого года пенсионерам, проживающим в Великобритании и в некоторых зарубежных странах, которые подписали Соглашение о социальном обеспечении с Соединённым королевством, которое включает повышение британской пенсии в соответствии с индексом потребительских цен. Все государственные пенсии по этим пенсиям защищены гарантией «тройной блокировки», введённой коалиционным правительством, что означает, что пенсия увеличивается каждый год либо на годовую инфляцию цен, либо на рост среднего заработка, либо на гарантированный минимум 2,5%, в зависимости от того, что больше. Вступая в силу каждый апрель, повышение основано на инфляции ИПЦ за предыдущий сентябрь, а также на трёхмесячном среднем недельном заработке, начиная с июля того же года.
Пенсионеры, проживающие в других странах без действующего соглашения (которое включает большинство стран Содружества наций), замораживают свои пенсии по ставке, действующей на дату, когда они покинули Великобританию, или на дату, когда они подали заявление на пенсию, в зависимости от того, что произойдёт позже.